# Godefridus Henschenius

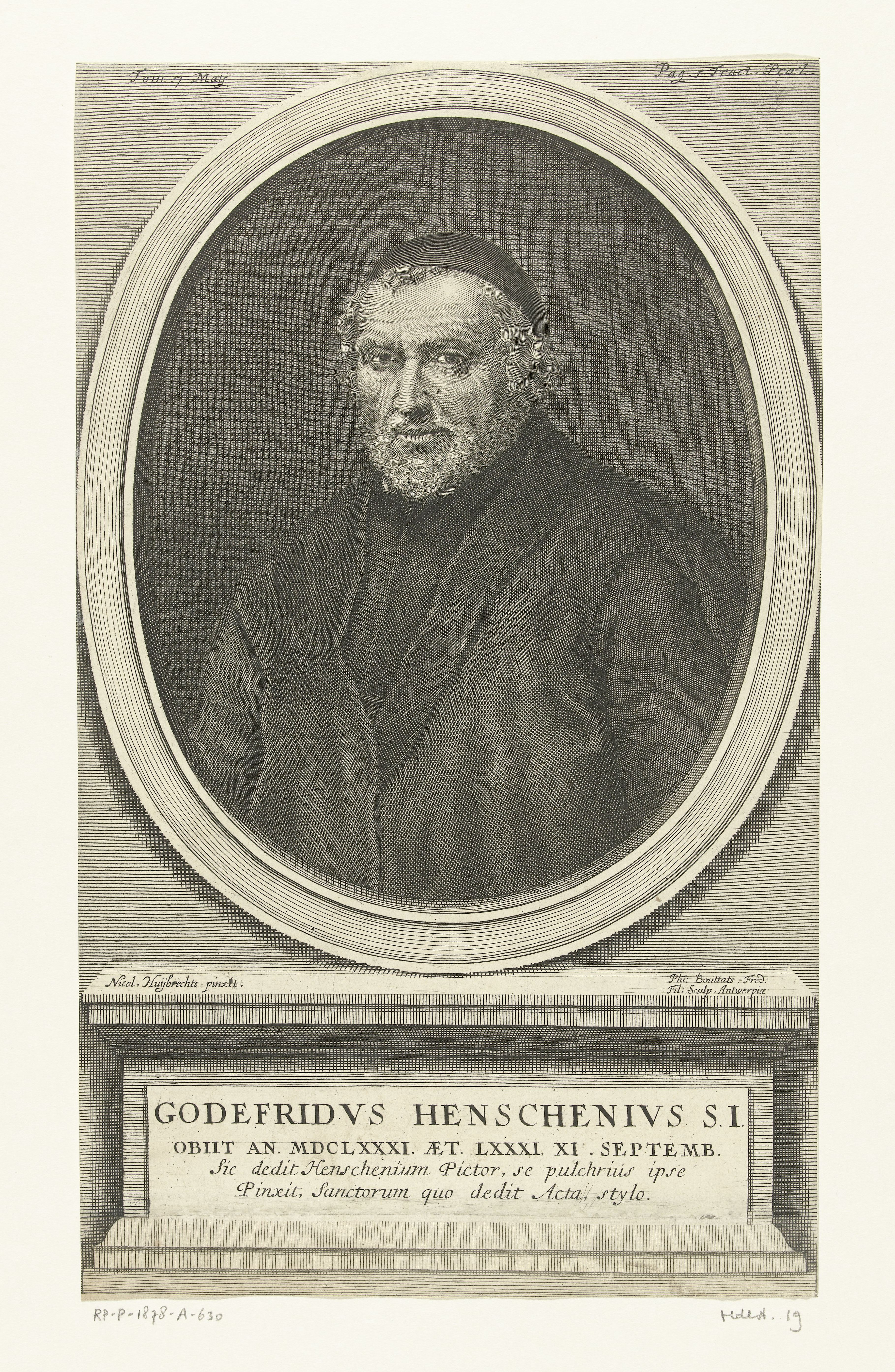
Godefridus Henschenius

Godfridus Henschenius ook Godfried Henskens (Venray, 21 juni 1601 - Antwerpen, 11 september 1681) was een rooms-katholiek priester en jezuïet. Hij was een naaste medewerker van Jean Bolland en een van de eerste bollandisten.

## Levensloop
Godfried was een zoon van lakenhandelaar Henri Henschen en van Sibylla Pauwels. Hij liep middelbare school bij de jezuïeten in Den Bosch. In 1619 trad hij in bij de jezuïeten in Mechelen. In de loop van zijn opleiding werd hij leraar Grieks en retorica in de colleges van Sint-Winoksbergen, Belle, Ieper en Gent. Als uitstekend kenner van het Grieks schreef hij een handboek met Griekse grammatica voor zijn leerlingen. Na  zijn studies theologie werd hij in 1634 in Leuven tot priester gewijd. 
In 1636 sprak hij zijn eeuwige geloften uit. Hij was toen al in het Antwerpse klooster van de jezuïeten gevestigd en werd er geassocieerd aan de werkzaamheden van Jean Bolland.
Bolland stelde de publicatie van het eerste deel van de Acta Sanctorum uit, om er de eerste studie van Henschenius in te kunnen opnemen, zijn commentaren op de Akten van de Heilige Amandus. Henschenius verleende een definitieve vorm aan de werkwijze van de bollandisten en op hun manier om de historische kritiek toe te passen op de bestudeerde teksten. Hij was voortaan verbonden aan de 24 volgende volumes van de Acta Sanctorum, waarin ook na zijn dood nog heel wat teksten van zijn hand voorkwamen. 
Van juli 1660 tot december 1662 ondernam hij een reis, samen met Daniël van Papenbroeck, doorheen Europa: Frankrijk, Duitsland en Italië. Hij kon nuttige contacten leggen in Rome voor het vinden van hagiografische geschriften, waar de twee reizigers kopie konden van nemen. Hiermee werd een aanvang genomen met de bibliotheek van de bollandisten.
Deze bibliotheek groeide uit tot een van de beste in het Europa van de zeventiende eeuw. Ze bleef dit tot aan de opheffing van de Orde van de jezuïeten in 1773. Een groot deel ervan is, langs omwegen, gaan behoren tot de Belgische Koninklijke Bibliotheek.

## Publicaties
- Acta Sanctorum (Januarii), 2 volumes, Antwerpen, 1643.
- Acta Sanctorum (Februarii), 3 volumes, Antwerpen, 1658.
- Acta Sanctorum (Martii), 3 volumes, Antwerpen, 1668.
- Acta Sanctorum (Aprilis), 3 volumes, Antwerpen, 1675.
- Acta Sanctorum (Maii), 7 volumes, Antwerpen, 1680 à 1688 (postume publicatie).
- Acta Sanctorum (Junii), 5 volumes, Antwerpen, 1695-1709.